# Zaczarowana gra
Zaczarowana gra. Zarys dziejów polskiej fantastyki naukowej – monograficzna praca autorstwa Antoniego Smuszkiewicza traktująca o historii polskiej fantastyki naukowej. Książka ukazała się w 1982 nakładem Wydawnictwa Poznańskiego w serii „SF” (ISBN 83-210-0303-6).
Książka obejmuje zasięg czasowy od końca XVIII w. do końca lat 70.  XX w.. Praca składa się z 14 rozdziałów ułożonych wg kryterium chronologicznego. W 2016 ukazało się wydanie poszerzone o analizę polskiej SF do ok. 2010 (ISBN 9788375902532).

## Geneza
Smuszkiewicz napisał książkę, bazując na swych wcześniejszych badaniach – pracy doktorskiej Współczesna polska proza fantastycznonaukowa. Problem stereotypu gatunkowego w literaturze popularnej (1977) oraz publikacji Stereotyp fabularny fantastyki naukowej (Ossolineum 1980). Od 1977 autor zaczął publikować artykuły o historii gatunku w odcinkach na łamach poznańskiego miesięcznika „Nurt”.

## Odbiór i analiza
Maciej Parowski nazwał książkę „pionierską”. Także Andrzej Niewiadowski określił pracę pierwszym całościowym spojrzeniem na historię naszej „beletrystyki przyszłościowej”, sprawiającą „imponujące wrażenie i dowodzącą nieustannej obecności gatunku w dziejach beletrystyki narodowej”. 
Niewiadowski zrecenzował też książkę dla „Fantastyki” i „Przeglądu Humanistycznego” Niewiadowski książkę opisał jako "dawno oczekiwaną". Zaznaczył, że aż do połowy lat 70. historią polskiej SF nie zajmował się żaden literaturoznawca. Dodał, że większość zawartości zajmują streszczenia kilkuset utworów, co świadczy o skali przedsięwzięcia. Za najciekawsze fragmenty pracy uznał omówienie początków polskiej fantastyki w XVIII i XIX wieku, wykraczające poza wcześniejsze opisy tego gatunku, utożsamianego z okresem powojennym. Pozytywnie ocenił też styl autora, jako "rzetelny, systematyczny w warstwie faktograficznej" i pozbawiony nadmiernej euforii w ocenie literatury SF . Krytyk zauważył jednak zbyt wąskie podejście do czynników definiujących omawiane utwory, co dyskwalifikuje teksty z pogranicza gatunku (np. utwory Teodora Parnickiego). Zarzucił autorowi przede wszystkim brak „adekwatnego kontekstu społeczno-literackiego”: pomijanie wątków biograficznych oraz brak głębszych analiz porównawczych. Zauważył także lekceważenie poszukiwań elementów SF w literaturach starożytnych. Do słabych stron książki zaliczył też "brak pogłębionej interpretacji krytycznej" i "wysuwanie wielu tez i wniosków", z którymi można polemizować - tu wyraził zastrzeżenia co do ocen Smuszkiewicza w stosunku do specyficznych autorów, które uznał za niekiedy "mocno przesadzone", a niekiedy, "niesłusznie zaniżone". Język pracy określił jako „prosty, nieco beznamiętny, sprawozdawczy” i "szablonowy". W podsumowaniu Niewiadowski napisał, że książka "pomimo wielu zastrzeżeń, jest inicjatywą wartą podkreślenia", z wieloma "wartościami poznawczymi i popularyzacyjnymi", która ma szansę "zyskać rozgłos" porównywalny do pracy Ryszarda Handke'go .
Piotr Kowalski, analizując pracę Smuszkiewicza w swej dysertacji doktorskiej Parterowy Olimp, napisał, że zdaje się ona „rzetelnie wypełniać popularyzatorskie funkcje”. Podkreślił dyscyplinę autora, który konsekwentnie trzyma się wewnętrznej periodyzacji. Zauważył, że autor zaznacza wielokrotne bliskie związki literatury SF ze stanem rozwoju nauk przyrodniczych i technicznych, koncepcjami dydaktyczno-popularyzatorskimi oraz ze „stopniem przyswojenia przez odbiorców racjonalistycznego światopoglądu”. Naukowiec dostrzegł jednocześnie pewną niejednorodność pracy: omawiając późniejsze dzieła SF, autor gubi perspektywę socjologiczną i koncentruje się tylko na „najcelniejszych osiągnięciach literackich” (jako przykład Kowalski podał ograniczenie perspektywy przy opisywaniu przełomu w dziejach literatury, nie tylko SF, w okolicach roku 1956; Smuszkiewicz przemiany uzasadnia tylko zmianami oceny możliwości cywilizacyjnych niesionych przez naukę oraz literackim „ugruntowaniem się konwencji fantastycznonaukowej”, zapominając o kontekście historycznym).
Marek Oramus napisał, że praca „wypełnia lukę w krytycznym piśmiennictwie gatunku” (choć nie dogłębnie). Ocenił, że to „kompendium, które umożliwia spojrzenie na polską fantastykę na przestrzeni trzech wieków niejako z lotu ptaka”. Nie szczędził także pracy krytyki: uważał, że przy opisywaniu współczesnej SF razi dowolność autora w gromadzeniu nazwisk w grupy, eksponowanie jednych pisarzy kosztem innych, niepotrzebne zauważanie ewidentnych niewypałów wydawniczych (Neurony zbrodni), brak refleksji nad zalewem bezwartościowych utworów. Krytyk ocenił, że im bliżej współczesności, tym bardziej praca „zamienia się w rejestr, pospieszne streszczanie tytułów”.
Jeden z rozdziałów pracy Katastroficzne wizje przyszłości został przełożony na język angielski jako The catastrophe theme in Polish science fiction 1918-39 i opublikowany w „Canadian-American Slavic Studies” (nr 1/2 1984).

### Nagrody
W 1983 książka została wyróżniona Nagrodą III stopnia Ministra Nauki, Szkolnictwa Wyższego i Techniki.